# Екатерина Хаджигеоргиева
Екатерина Хаджигеоргева (на гръцки: Αικατερίνη Χατζηγεωργίου, Екатерини Хадзигеоргиу) e гъркоманка от Македония, гръцка учителка и деятелка на Гръцката въоръжена пропаганда.

## Биография
Екатерина Хаджигеоргева е родена в южномакедонския град Гевгели, тогава в Османската империя, днес в Северна Македония. Учи в гръцко училище в Битоля и в 1903 година се връща в родния си край и става гръцка учителка в Богданци. Същевременно участва в дейността на гръцката революционна организация. Дейци на ВМОРО правят планове за убийството ѝ и гръцкият комитет моли капитан Манолис Кацикарис за защитата ѝ. Кацикарис я настанява в Гърчища в къщата на гъркоманинан Анго Шишков заедно с други заплашени гръцки дейци. В отсъствието на четата на Кицакарис, на 24 октомври 1904 година къщата на Шишков е обсадена от българска чета и запалена. Освен Екатерина Хаджигеоргиева загиват жената на Шишков Захария и дъщеря му Пасхалина, Григориос Милиос от Богданци, Константинос Сионидис, учител в Гърчища, дъщеря му и учителката Андроники. Видният гръцки поет Георгиос Стратигис пише поема, посветена на Екатерина Хаджигеоргиева.
На сярското гробище Евангелистрия мраморна колона, поставена от Македонското образователно дружество, увековечава името на Екатерина Хаджигеоргиева заедно с тези на Лили Цицова, Ангелики Филипиду и Велика Трайкова.